# 魏明德
魏明德（Benoît Vermander ，1960年—），筆名笨笃，法国耶稣会會士、汉学家、政治学家、画家。现任上海复旦大学宗教学教授兼利玛窦徐光启对话研究中心学术主任。

## 生平
魏明德拥有耶鲁大学政治学硕士学位、巴黎政治学院政治學博士学位、輔仁大學神学硕士學位、巴黎耶稣会大学神学博士學位。1996年至2009年期間，魏明德擔任利氏學社負責人。自2009年任起复旦大学哲学学院教授、利徐学社主任。